# Логичка еквиваленција
У логици, једначине и неједначине p и q су међусобно еквивалентне (лат. aeque—једнако) ако имају исти скуп решења. Другим речима, кад се за два израза каже да су еквивалентни, значи да из једног израза следи други и обрнуто. Еквиваленција се може записати на следеће начине: p ⇔ q, p ≡ q или Epq. Исти симболи се користе за приказивање еквивалентних матрица.